# Леонард, Зои
Зои Леонард (англ. Zoe Leonard; род. 1961) — американская художница, работающая, в основном, с фотографией и скульптурой. Eё работы были включены в такие выставки как «DocumentaIX» и «Documenta XII», а также биеннале Уитни в 1993, 1997 и 2014 годах.

## Ранний период жизни
Леонард родилась в 1961 году в Либерти, Нью-Йорк. В 16 лет она бросила школу и занялась фотографией. Большую часть своей взрослой жизни она прожила в Нью-Йорке, чья среда стала предметом большей части её работ (например, тротуары, витрины, многоквартирные дома, ограждения, граффити и заколоченные окна). Леонард стала известной после выставки Documenta IX в 1992 году.

## Карьера
Большая часть работ Леонард отражает формирование, классификацию и упорядочение видения: от её самых ранних аэрофотоснимков до изображений музейных экспозиций, анатомических моделей и показов мод. Как она сама объяснила в одном из интервью: «Вместо какого-либо одного предмета или жанра (пейзаж, портрет, натюрморт и т.д.) я была и остаюсь заинтересованной в одновременном изучении как предмета, так и точки зрения, отношения между зрителем и миром — вкратце, субъективности и того, как она сообщает нам мировой опыт».
В 1980-х и 1990-х годах Леонард активно занималась пропагандой профилактики СПИДа в Нью-Йорке. В 1992 году она написала стихотворение «Я хочу президента», вдохновленное выставлением Эйлин Майлз своей кандидатуры на выборах на пост президента.
В 1995 году она организовала выставку в своей студии в Нижнем Ист-Сайде Манхэттена, на которой была представлена работа «Странный фрукт» — инсталляция различных фруктовых наружных оболочек (апельсинов, бананов, грейпфрутов, лимонов), которые Леонард сохранила, а затем сшила вручную с помощью проволоки и нити. «Странный фрукт» вырос из глубоко личной реакции на потери в результате эпидемии СПИДа, и в качестве медитации на траур он стал работой 1990-х годов. «Странный фрукт» был выставлен в 1998 году в Филадельфийском художественном музее, где он в настоящее время находится.
В середине 1990-х Леонард провела два года в отдаленной части Аляски — опыт, который повлиял на большую часть её более поздних произведений, показывающих отношения между людьми и миром природы. Деревья являются частым мотивом в работе Леонард: примеры включают в себя «реконструированное» дерево, которое она установила в Сецессионе в Вене в 1997 году, а также многочисленные фотографии городских деревьев, изуродованных  заборами из проволочной сетки и колючей проволоки.
В период с 1998 по 2009 год Леонард работала над монументальным проектом «Аналогия», состоящим из 412 отпечатков и желатиновых серебряных принтов (хранится в коллекции Музея современного искусства, Нью-Йорк и Королевы Софии, Мадрид),  и портфолио из 40 печатных копий красителей. Под влиянием Эжена Атже и Уокера Эванса, но рождённый в результате переосмысления роли фотографии 21-го века, Аналогия исследует изменения в глобальных трудовых, торговых и социальных отношениях параллельно с переходом от аналогового к цифровому созданию изображений. Холланд Коттер описал работу в The New York Times в 2009 году:
На ее фотографиях витрин обувь или мебель превращается в натюрморт ванитас. Раскрашенный вручную знак магазина становится реликвией. На нескольких фотографиях мы чувствуем, что неназванный район — г-жа Леонард расширила свою полевую работу, включив в нее Восточный Гарлем, Бедфорд-Стайвесант и Краун-Хайтс, — собирается уехать. Материальная культура города совершает исчезающий акт. И куда идет материал? Вернемся к версии мира, из которой он произошел. Многие из товаров по льготным ценам, продаваемых в магазинах Нижнего Ист-Сайда, были произведены в городских потогонных мастерских в Китае и Пакистане и в конечном итоге перешли в излишки в другие бедные города Африки и Центральной Америки. В развернутой сетке изображений в «Аналогии» мы следим за переработанной одеждой из Бруклина в город Кампала в Уганде, где они продаются как новые, в таких магазина как Дом одежды Money Is Life.
Впервые Аналогия была выставлена в 2007 году: в США в Центре искусств Векснера в Колумбусе в Огайо, и в Германии на выставке Documenta XII в Касселе, после чего состоялись презентации в Villa Arson в Ницце в Италии и Dia в Испанском обществе и Музее современного искусства в Нью-Йорке. Проект Аналогия был включен в гастрольную ретроспективу работ Леонард, которая состоялась в 2007 году в Fotomuseum Winterthur, а затем отправилась в Национальный музей искусств королевы Софии, Мадрид; MuMOK — Музей современного искусства Kunst Stifting Ludwig, Вена; и Пинакотек дер Модерн, Мюнхен. Аналогия хранится в коллекции Музея современного искусства, Нью-Йорк и Королевы Софии, Мадрид.
Более поздние выставки включали в себя Сериалы в Hauser & Wirth, «Вы видите, что я здесь, в конце концов», в Dia: Beacon (2009), « Наблюдательный пункт», Camden Arts Centre, Лондон (2012), инсталляция в Chinati Foundation, Марфа, Техас (2013—2014) и биеннале Уитни 2014 года, за которое Леонард выиграла премию Bucksbaum со своей работой «945 Madison Avenue». В 2018 году Музей американского искусства Уитни организовал первую в Соединенных Штатах ретроспективную выставку Леонард. Статьи Леонард об искусстве фотографии, печатались в LTTR, October и Texte zur Kunst, а также в недавних монографиях об Агнес Мартин, Джеймсе Касле и Джозии Макелени.

## Публикации
- 1991 – Information: Zoe Leonard (with text by Jutta Koether), Galerie Gisela Capitain, Cologne |
- 1995 – Strange Fruit, Paula Cooper Gallery, NY |
- 1997 – Zoe Leonard, Kunsthalle Basel, Basel
- 1997 – Zoe Leonard, (with an interview by Anna Blume), Secession, Vienna
- 1998 – Zoe Leonard, (with text by Elisabeth Lebovici), Centre national de la photographie, Paris
- 2007 – Analogue, Wexner Center for the Arts, Columbus, OH, MIT Press ISBN 978-0262122955
- 2008 – Zoe Leonard: Photographs (with texts by Svetlana Alpers, Elisabeth Lebovici, Urs Stahel), Fotomuseum Winterthur, Steidl | ISBN 978-3865214942
- 2010 – You See I Am Here After All (with texts by Ann Reynolds, Angela Miller, Lytle Shaw, and Lynne Cooke), Dia Art Foundation, New York; Yale University Press, New Haven, CT and London, UK | ISBN 978-0300151688
- 2014 – Available Light, Ridinghouse / Dancing Foxes, London, UK and Brooklyn
- 2017 – I want a president: Transcript of a Rally (with contributions by Sharon Hayes, Wu Tsang, Mel Elberg, Eileen Myles, Pamela Sneed, Fred Moten & Stefano Harney, Alexandro Segade, Layli Long Soldier, Malik Gaines, and Justin Vivian Bond & Nath Ann Carrera), Dancing Foxes Press | ISBN 978-0300151688
- 2018 – Zoe Leonard: Survey, Museum of Contemporary Art, Los Angeles | ISBN 978-3791357317